# Arthur Peacocke
Arthur Robert Peacocke, MBE (* 29. November 1924 in  Watford, England; † 21. Oktober 2006 in Oxford, Oxfordshire) war ein englischer Biochemiker und Theologe.

## Leben
Peacocke trat nach dem Abschluss seines Studiums eine Stelle als Lecturer für Chemie an der Universität von Birmingham an, wo er bis 1959 arbeitete und Senior Lecturer für Biochemie wurde. In dieser Zeit leistete er mit seinen Kollegen in Birmingham, aufbauend auf den Entdeckungen von James Watson und Francis Crick, bedeutende Beiträge zur Erforschung der Molekülstruktur der DNA. 1959 wechselte er an die University of Oxford.
Peacocke, der in seiner Jugend Agnostiker gewesen war, begann sich nun für christliche Theologie zu interessieren. Beeinflusst wurde er darin durch den liberalen Theologen Geoffrey Lampe und durch eine wissenschaftliche Kontroverse mit dem Biologen Jacques Monod über die Gesetzmäßigkeiten der Evolution. Peacocke absolvierte jetzt parallel zu seiner Arbeit als Naturwissenschaftler ein Studium der anglikanischen Theologie und wurde 1971 ordiniert. In den folgenden Jahren widmete er sich seinem neuen Hauptanliegen, der Vereinbarung der christlichen Lehre mit den Naturwissenschaften. Ähnlich wie John Polkinghorne führte er ausgefeilte wissenschaftliche Argumentationen für die Sichtweise an, dass die (ganz im Sinne Darwins verstandene) biologische Evolution Teil eines göttlichen Schöpfungsplans ist, wobei Peacocke allerdings eine direkte Steuerung der Evolution durch Gott kategorisch ausschließt. Vielmehr setze ein allmächtiger und allwissender Gott lediglich mittels der Naturgesetze den Rahmen des Evolutionsprozesses, dessen Ergebnisse er voraussehen könne. Dabei entwickelte Peacocke ein panentheistisches Weltbild, das er jedoch sorgfältig vom Pantheismus abgrenzte. Obwohl er nach seiner Ordination, beginnend mit einer Stelle als Dekan des Clare College in Cambridge, eine Lehrtätigkeit als Theologe aufnahm, verfolgte er weiterhin aufmerksam die neuesten Entwicklungen in der Biochemie und veröffentlichte Rezensionen in deren Fachzeitschriften.
Mit seinen Bemühungen um den Dialog zwischen Theologie und Naturwissenschaften erwarb sich Peacocke große Anerkennung und wurde mehrfach ausgezeichnet. 1993 verlieh ihm Queen Elisabeth II. den Orden des Britischen Empire in der Rangstufe MBE. 2001 erhielt er den mit 700.000 Pfund dotierten Templeton-Preis. Gelegentlich geäußerte Kritik an seinen Thesen stammte hauptsächlich von Vertretern der Extrempositionen in der polarisierten Debatte. Kreationisten wie Phillip Johnson etwa lehnten Peacockes Thesen zur Vereinbarkeit von Religion und Evolutionstheorie rundheraus ab. Der Religionskritiker Richard Dawkins, der nach eigenen Angaben viele „liebenswürdige Gespräche“ mit Peacocke geführt hat, zeigte sich „verblüfft“ über dessen Bereitschaft, die christliche Lehre mit allen ihren Einzelheiten anzuerkennen; allerdings gestand selbst Dawkins Peacocke zu, er gehöre zu den „echten Beispielen von guten Naturwissenschaftlern, die im vollständigen, traditionellen Sinn ehrlich gläubig sind“.
Peacocke, der allein zu theologischen und philosophischen Themen 63 Artikel und neun Bücher verfasste, starb im Oktober 2006. Sein Sohn ist der bekannte Philosophie-Professor Christopher Peacocke.

## Werke (Auswahl)
- Persons and personality. A contemporary inquiry. Oxford u. a. 1987.
- Gottes Wirken in der Welt. Theologie im Zeitalter der Naturwissenschaften. Mainz 1998.
- Creation and the world of science. The re-shaping of belief. Oxford u. a. 2004.
- In Whom We Live and Move and Have Our Being: Panentheistic Reflections on God's Presence in a Scientific World, 2004
- Evolution: The Disguised Friend of Faith?, 2004